# لويجي بيرتوليني
لويجي بيرتوليني (بالإيطالية:  Luigi Bertolini)‏ (13 سبتمبر 1904 في بوسالا – 11 فبراير 1977) لاعب كرة قدم إيطالي راحل كان يجيد اللعب في خط الوسط .
لعب طوال مسيرته الرياضية في أندية ألساندريا (1926-1931) يوفنتوس (1931-1937) تيغوليا (1937-1940) .
لعب لصالح منتخب إيطاليا 26 مباراة دولية من دون تسجيل أي هدف من 1929 إلى 1935 وقد شارك في بطولة كأس العالم لكرة القدم 1934 التي أقيمت في إيطاليا .

## روابط خارجية
- لويجي بيرتوليني على موقع قاعدة بيانات كرة القدم.إي يو (الإنجليزية)
- لويجي بيرتوليني على موقع ناشيونال فوتبول تيمز (الإنجليزية)
- لويجي بيرتوليني على موقع عالم كرة القدم.نت (الإنجليزية)